# Salome (opera)
A Salome Richard Strauss egyfelvonásos operája (op. 54, TrV 215), amely Oscar Wilde azonos című színdarabját dolgozza fel. Játékideje kb. 1 óra 45 perc. A darab előadásait hosszú évekig heves viták és botrányok kísérték.
Ősbemutatója 1905. december 9-én, Drezdában volt. Magyarországi bemutatója a boroszlói operatársulat Király Színház-beli vendégjátékán volt 1907-ben. Hazai művészekkel az Operaházban volt a premierje 1912. december 13-án.

## Története
Richard Strauss első észak-amerikai hangversenykörútja után, karmesteri és zeneszerzői sikereinek teljében, 1905-ben kezdett a Saloméval foglalkozni. A munkára egy két évvel korábbi színházi élménye inspirálta.
„Berlinben voltam, Max Reinhardt Kleines Theaterjában, hogy megnézzem Wilde Saloméját. Az előadás után találkoztam Heinrich Grünfeld csellistával. »Strauss, ez volna aztán a magának való operaanyag!« Mire így válaszoltam: »Már írom is.«”
Ezzel szinte teljesen egy időben jelentkezett nála egy bécsi librettista, Anton Lindner, hogy operaszöveget készít Wilde darabjából. Strauss azonban nem volt megelégedve a vázlatokkal, a Salome sehogy sem akart librettóvá összeállni. Végül mentőötlete támadt: miért ne kezdhetné az operát szórul szóra úgy, ahogy a dráma indul? „Milyen szép Salome hercegnő ma éjjel.”
A bibliai történet, Salome híres tánca, Keresztelő János feje vétele számtalan műalkotás témája lett az európai képzőművészetben, irodalomban, zenében. Elég Moreau, Klimt, Beardsley festményeire, Flaubert, Wilde, és Huysmans irodalmi alkotásaira, Massenet, Flaubert elbeszélése nyomán írt operájára, a Heródiásra (1881, Brüsszel), vagy F. Schmitt Salome tragédiájára gondolnunk. Strauss Oscar Wilde 1893-ban eredetileg franciául megjelent tragédiáját, Hedwigh Lachner német fordításában, szinte szó szerint, de mintegy kétharmadára lerövidítve zenésítette meg. A magyarázó, ismétlődő szavakat, metaforákat egyszerűen kihúzta, de a rövidítés a mű tartalmát, szerkezetét nem érinti.
Ma, Wilde és Strauss Saloméjának ismeretében, Sigmund Freud tanításai után, a tragikus történet mögött pszichés, szexuális indítóokokat fedezünk fel minduntalan, noha ezek a vonások a művészettörténetben meglehetősen későn, 1842-ben kerültek a Salome-legendákba és elképzelésekbe. Ekkor jelent meg Heinrich Heine Atta Trollja – Szentivánéj alcímmel – melynek 19. fejezetében a pokol bűnöseinek menetében felbukkan Heródiás (a Biblia szerint Salome anyja), Heródes Antipász csodaszép felesége, aki egykor Keresztelő Szent János fejét követelte. A bibliai magyarázat – amely Máté evangéliuma 14. 1–12., illetve Márk evangéliuma 6. 14–29. veszi alapul – azzal indokolja a tettet, hogy János, akit Heródes elfogat, börtönében szüntelenül Heródiás bűnös, buja, kicsapongó élete ellen prédikál, s büntetést hirdet. Heródiás tehát félelme és háborgó lelkiismerete miatt öleti meg a prófétát. Heine azonban másként látja: „Bár a Bibliában nem így áll – írja –, a nép mondáiban mégis úgy maradt fenn, hogy Heródiás szerelmes volt egykor Jánosba, mert vajon követeli-e olyan férfi fejét egy asszony, akit nem szeret?” Ezen a gondolaton Wilde csupán annyit változtatott, hogy Saloméval kívántatta meg Jánost, és a tánc szörnyű jutalmának követelését nem az anya, hanem a leány szájába adta. Így tette Salomét a történet főszereplőjévé.
Gomerz Carille, Wilde barátja 1906-ban a müncheni Insel-Almanachban pontosan leírta, hogy a költőt mennyire foglalkoztatta a hercegnő hús-vér alakja. Milyen volt, vagy még inkább: milyen legyen? Wilde Spanyolországba akart utazni, hogy a madridi Prado palotában Tiziáno Saloméját láthassa. Azt a képet, mely előtt Tintoretto így kiáltott fel: „Végre valaki, aki vonagló húst fest!” Látni akarta Massimo Stanzione és Paolo Veronese képeit. Nem múlt el nap, hogy ne beszélt, álmodozott volna a zsidó hercegnőről. Órákig álldogált az ékszerboltok kirakata előtt, hogy kiszemelje azokat az ékszereket, amelyek ideálisan illenének képzelete bálványának testére. A boltokban található legbujább szöveteket sem találta elég megfelelőnek, hogy stílszerűen takarják Heródes unokahúgának észbontó meztelenségét. Egy este az utca közepén megállt, és így szólt hirtelen: „Teljesen meztelenül jobb lenne. Nem gondolja? Minden ruha nélkül, de drágakövekkel bőségesen borítva. Ékszerek csengenek, csilingelnek a hajában, csuklóján a karján, a nyaka körül, ékszerek övezik a csípőjét. Egy ártatlan Saloméról, aki csupán anyja eszköze, hallani sem akarok. Nem, nem, Salome tudja, mit tesz. Leonardo úgy festette meg, hogy az ajkak tükrözik a szív kegyetlenségét.”

## Jellemzése
Strauss Gustav Klimt Danaé-vásznán vélte felismerni Salome képmását. „Ilyen csillámló arany lebegett a hangszereléskor a szemem előtt” – mondta később.
A szimbolizmus mind az irodalomban, mind a festészetben – a rejtélyességből és különlegességből fakad. Mallarmé így írt 1864-ben egy barátjának: „Végre belefogtam Heródiásomba. De félelemmel, mert olyan új nyelven szólalok meg, amelynek szükségképpen egészen újfajta poétikából kell fakadnia. Nem magát a dolgot festem le, hanem a hatást amelyet a dolog kivált.” A szimbolizmus és az impresszionizmus látszólag egy tőről fakad. Ez az oka, hogy a zenetörténészek impresszionista jelzővel illetik a 19. század végének zenei újításait.
Debussy hívta fel a figyelmet arra, amit a romantikusok megpróbáltak elfeledtetni, hogy az igazi zene nem azt mozgatja meg az emberben, ami a legegyénibb, hanem azt, ami a legmélyebben rejtőzik.
Mivel az opera teljes látványosság, az egészet alkotó valamennyi összetevőnek szimbolistának kell lennie, ha szimbolista ihletésű operáról van szó. Mindenekelőtt szimbolista írók műveiből merített szövegkönyvön kell alapulnia. Az irodalomnak ez a fajta elsőbbsége épp úgy jellemzi, mint a romantikus operát a zenei narráció (az olaszoknál énekes, a németeknél hangszeres.) A szimbolista színház igen erős kettős hatás eredményeképpen jön létre. Egyrészt a költők hatására, másrészt a drámai szerzők, s nem utolsósorban Wagner hatására.
Vannak közös pszichológiai vagy filozófiai minták. Megfigyelhető, hogy hosszú ideig mind a színdarabokban, mind az operákban a hősnők egyszerre jelennek meg gyereklányként és végzet asszonyaként (Kundry, Lulu, Salome, Mélisande). A művek gyakran egyszerre fejezik ki az élet gyűlöletét és szenvedélyes szeretetét, a teljesség kísértését és az örvény vonzásának szédületét (Trisztán, Elektra, Manon stb.).
A század első évtizedében született három olyan opera, mely talán a legjobban közelítette meg a Mallarmé által megálmodott színházat, – Pelléas 1902, Salome 1905, Kékszakállú 1911 – közül a szó történeti értelmében a Salome tekinthető a leginkább szimbolista alkotásnak. Az 1905 decemberében a drezdai udvari operában bemutatott, – ahogy Tóth Aladár (zenetudós) írta a Nyugatban 1926-ban: „külsőségesen forradalmi lendületű” Salome témaválasztásával korának tökéletes szószólójaként a szimbolizmusnak nemcsak minden új törekvését, de minden elkoptatott sajátosságát is összegzi. Erre vall a sokak által már feldolgozott, elkoptatott téma kiválasztása is, ami nem mondható el a Meaterlinck-Debussy műről.

## Tagolása
Egyetlen szín: a fehér jellemzi az ifjúságot és morbiditást, ártatlanságot és perverzitást. Fehér a teste Jochanánnak és Saloménak, fehér, mint az ártatlanság és fehér, mint a halál. A szövegkönyv szókincse olyan szavak iránti vonzódásról tanúskodik, amelyek hideg, statikus, holdfényes, fakó jelenségeket idéznek. Utalnak a dráma atmoszférájára, lélektanának kétértelműségére. Salome Jochanán iránti szerelme szűzies és halált hozó. Nem elvetemült, de természetellenes. Ziháló lélegzettel – Strauss szerint ugyanis erre utalnak a nagybőgők magas b hangjai – mohón várja, hogy megérinthesse szerelme sápadt, jéghideg ajkát. De a csók ugyanakkor „szerelmi halálát” is jelenti, tehát nem legyőzi Jánost, hanem azonosul vele. (Talán nem véletlen, hogy a szerző elképzelésében Salome tizenhat éves, de olyan énekesnőnek kell játszania, aki Izolda szerepéhez szokott.) Salome a szerelem, János a krisztusi szeretet megszállottja. Találkozásuk éppen ezért csak egy teljes irracionális szituációban jöhet létre. Ahogy Ortega y Gasset filozófus összefoglalta: „Mese Salome hercegnő és Keresztelő Szent János, az entellektüel tragikus flörtjéről.” A Saloméban nincs helye a szánalomnak, a lázadásnak, katarzisnak. Az opera tökéletesen megvalósítja a baudelaire-i követelményt, ami a szimbolista eszmeiség alapjait illeti: iszonyat és eksztázis. Strauss zeneileg tökéletesen kiszámított önkívülettel és ellenőrzött féktelenséggel szolgál.
A zenei tagolásban nagy jelentősége van a hármas számnak. Az egyfelvonásos zenedráma szerkezetét három nagy szimfonikus közjáték tagolja. Salome a próféta fehér testéről, fekete hajáról és piros szájáról énekel himnuszt. Heródes gránátalmával, borral és felesége trónusával próbálja meg elcsábítani a hercegnőt, majd elrettenve Salome követelésétől, hiszen Heródes is fél János transzcendens hatalmától – „Mert Heródes fél vala Jánostól, igaz és szent embernek ismervén őt, és oltalmazá őt.” (Márk 6. 20–21.) – legszebb smaragdját, kedvenc fehér páváját s végül minden kincsét és bálványát kínálja fel mostohalányának.

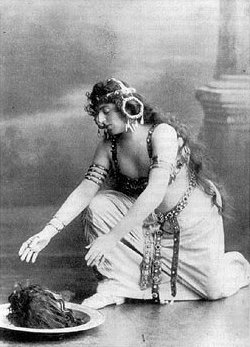
Alice Guszalewicz Salome szerepében

A századforduló egyik ősjelképe a kísértetiesen sápadt hold, mely a sugárzó napnak csak a fényét de a melegét nem továbbítja. „Mint egy asszony, ki felkelt sírjából”- mondja az apród. Narraboth Saloméhoz hasonlítja: „Mint egy kis hercegnő, akinek a lábai fehér galambok; az ember azt hinné, táncol.” Salome szerint „ezüst virág, tisztán maradt szűz szépsége”, míg Heródes őrült asszony képét fedezi fel benne.
A „valami rettenetes fog történni” érzése az első pillanattól meghatározza az opera légkörét. Mindenki fél, szorong. Heródes nagy, sötét madár szárnyainak suhogását véli hallani, Salome Heródes mohó szemeit érzi testére tapadni, Heródiás a próféta szavaitól retteg. Élesen elkülönül Heródes udvarának szereplőitől a Keresztelő alakja. Lassú, méltóságteljes, himnikus dallamosság jellemzi. Straussnak semmiképpen sem volt célja Jánosból megváltót alkotni, aki legyőzi és megtisztítja a Heródesek világát. Max Steinitzer szerint eredetileg groteszk figurát képzelt el, az igazi próféta karikatúráját, de aztán a többi szereplővel való zenei kontraszt kedvéért megváltoztatta tervét.
S talán nemcsak a zenei kontraszt, hanem az előadhatóság, a mű szalonképességének kedvéért is. A drezdai premier ugyanis a cenzúra miatt csak üggyel-bajjal sikerült. Az első Salomét a polgármester cseppet sem fiatal, s a legkevésbé sem táncosnő alkatú felesége énekelte, aki egyszerűen nem volt hajlandó az „operaszínpadi sztriptízre”. A tánc túljátszása ellen egyébként Strauss egész életében küzdött: „A későbbi előadások egzotikus varietétáncai a kígyó mozdulatokkal gyakran túllépték a jó izlés határait.”
De nem csak a tánc színrevitele okozott gondot a század elején. A berlini bemutatón, hogy némileg enyhítsék a szörnyű események hatását, Keresztelő János halálakor megjelenik a betlehemi csillag. A katolikus államok egyébként hallani sem akartak a műről. Bár Grazban 1906-ban és a bécsi Volksoperban 1907-ben előadják, a bécsi Udvari Operában Mahler minden közbenjárása ellenére is csak 1918-ban kerülhetett színpadra.
Strauss úgy érzi, hogy a keleti témájú operákból hiányoznak a keleties színek. Ezért egzotikus harmóniafüzéseket, idegenszerű – „színjátszó” - zárlatokat és arabos jellegű dallamfordulatokat alkalmaz.
De a keleti világnál is fontosabb a darab stílusa szempontjából a szereplők lelkivilágának ábrázolása, a zenei pszichoanalízis. Tíz évvel a Salome bemutatója előtt jelent meg Freud első jelentős műve: a Tanulmányok a hisztériáról. Hisztérikus képzelődések, diagnózisok és gyógyítási eredmények leírása. Bár Strauss csak egyetlenegyszer és nagyon későn, a harmincas években egy Stefan Zweignek írott levelében említi meg Freud nevét, biztosra vehető, hogy korábban is ismerte írásait, ha személyesen nem is találkoztak.
A Salome hisztérikus alaphangulatát, neuraszténiás szereplőit, – talán elsőként a mű méltatói közül – Ady Endre ismerte fel, aki jelen volt a zenedráma 1907-es párizsi bemutatóján, és beszámolót készített a Budapesti Napló számára.

„A finom, érzékeny idegrendszerű ember ernyedten, dühösen szedi rendbe a lelkét, amikor az utolsó ütem elhangzott. Vagy legalábbis megpróbálja rendbe szedni, mert valóságos rövidzárlatszerű katasztrófák történtek. Egy kicsit hisztériásnak kell lenni annak, aki diszpozícióval akar beülni a színházba a Salome elé. Szerencsétlenség vagy szerencse, hogy egy kicsit hisztériás minden mai ember.”

A Salomét, melyet drámai formájában már ismert a pesti közönség a Budapesti Opera igazgatósága először gróf Apponyi Albert első közoktatási miniszterségének idején akarta bemutatni, de a főhatóság leállíttatta az előkészületeket. Az 1912-es, gróf Zichy János miniszter által engedélyezett bemutató után ezt írta a kritika: „A visszataszító cselekményű opera általánosságban nem tetszett a közönségnek. Ennek a monstrumnak legfeljebb a közönség szenzáció-falánkságára lehet hatása, de a zeneirodalmunk, vagy kulturánk fejlődésére nem. Ez a mű rombolóan hat az izlésre és egészségtelen, kárhozatos befolyással lehet fiatal zenészgenerációnkra.”
A Salome ennek ellenére 1944-ig folyamatosan műsoron maradt, bár ez idő alatt mindössze 43 előadást ért meg. 1926-ban a Strauss-hét keretében a szerző maga vezényelte az egyik előadást.

## Diszkográfia
- Montserrat Caballé (Salome), Sherrill Milnes (Jochanan), Richard Lewis (Heródes), Regina Resnik (Heródiás); Londoni Szimfonikus Zenekar , vez. Erich Leinsdorf (1968) RCA (Sony) GD 86 644(2)
- Hildegard Behrens (Salome), José van Dam (Jochanan), Karl-Walter Böhm (Heródes), Agní Bálca (Heródiás); Berlini Filharmonikus Zenekar, vez. Herbert von Karajan (1977) EMI 9 66832 2